# Mio Mao (serie animata)
Mio Mao è una serie televisiva in animazione stop motion per bambini ideata negli anni settanta da Francesco Misseri.
La prima serie di Mio Mao venne prodotta nel 1974 a Firenze dalla società PMBB di cui Francesco Misseri era tra i soci fondatori. Venne realizzata con la tecnica dell'animazione stop motion della plastilina in 26 episodi da 5 minuti ciascuno e aveva come protagonisti due gattini curiosi, uno rosso e uno bianco, che giocando in giardino incontravano ogni volta animali diversi con i quali fare amicizia.
Caratteristica di questa serie, così come di altre create da Francesco Misseri, era l'uso di suoni onomatopeici invece che veri e propri dialoghi, scelta che rendeva il programma immediatamente comprensibile al di là di qualsiasi barriera linguistica.
All’inizio del 2000 Misseri Studio (la casa di produzione che Francesco Misseri aveva fondato nel 1986) riacquisì i diritti di Mio Mao e nel 2003 la serie venne interamente rimasterizzata tornando a essere programmata su numerosi canali televisivi in tutto il mondo. 
Tra il 2005 e il 2007 la società Associati Audiovisivi (che cura le produzioni e la distribuzione internazionale del marchio Misseri Studio) e l'emittente britannica Channel Five decisero di co-produrre due nuove serie di Mio Mao, la seconda e la terza, ciascuna comprendente 26 episodi da 5 minuti. Le due nuove serie furono realizzate negli stessi studi fiorentini dove era stata prodotta la prima.
La musica è di Piero Barbetti.

## Puntate

### Prima serie (1974-1975)
1. The Peacock
2. The Little Lamb
3. The Ants
4. The Chameleon
5. The Beehive
6. The Spider
7. The Tortoise
8. The Caterpillar
9. The Cicada
10. The Egg
11. The Snake
12. The Dog
13. The Dormouse
14. The Polyp
15. The Hippopotamus
16. The Squirrel
17. The Monkey
18. The Hedgehog
19. The Shell
20. The Tadpole
21. The Snail
22. The Owl
23. The Mole
24. The Beaver
25. The Piglet
26. The Hare

### Seconda serie (2005-2006)
1. The Fox
2. The Work
3. The Anteater
4. The Seed
5. The Cricket
6. The Swan
7. The Turkey
8. The Crocodile
9. The Racoon
10. The Crab
11. The Penguin
12. The Little Bear
13. The Christmas Tree
14. The Snowman
15. The Seal
16. The Parrot
17. The Mushroom
18. The Dragonfly
19. The Bat
20. The Chestnut
21. The Hornet
22. The Kangaroo
23. The Cow
24. The Ladybird
25. The Donkey
26. The Koala

### Terza serie (2006-2007)
1. The Deer
2. The Elephant
3. The Mouse
4. The Ostrich
5. The Pelican
6. The Dove
7. The Kingfisher
8. The Television
9. The Clew
10. The Dolphin
11. The Ghost
12. The Goldfish
13. The Zebra
14. The Vacuum Cleaner
15. The Sky Terrier
16. The Sloth
17. The Gorilla
18. The Genie
19. The Bull
20. The Train
21. The Little Theatre
22. The Tap
23. The UFO
24. The Vulture
25. The Piano
26. The Dinosaur

## Trasmissioni nel mondo
Italia
- Rai 1 (allora chiamato Programma Nazionale) (serie 1)
- Junior TV (serie 1)
- Rai YoYo (serie 1-2-3)

Australia
- ABC Kids (serie 1)

Regno Unito
- Channel 5 - Milkshake! (serie 1-2-3)

Francia
- Canal J (serie 1)

USA
- BabyFirstTV (stagione 1-2)

Europa
- JimJam (stagioni 1-2-3)
- NRK (stagioni 1-2)
- YLE (serie 1-2)

Giappone
- NHK (serie 1)
- Cartoon Network Japan

Svizzera
- TSI-RTSI